# سگ دشتی دم‌سفید
سگ دشتی دم‌سفید (نام علمی: Cynomys leucurus) نام یک گونه از سرده سگ دشتی است.